# 장바티스트 푸앙 뒤사블
장바티스트 푸앙 뒤사블(프랑스어: Jean Baptiste Point du Sable, 1750년 이전 ~ 1818년 8월 28일)은 아프리카계 미국인 탐험가로 그의 공헌들이 최소화되었던 장기적 기간에 불구하고 이제 시카고의 창시자로서 인정을 받았다.
1770년대에 뒤사블과 그의 부인은 미시간호 근처 시카고강의 북부 강가에 농장과 거래 작업을 설립하였다.  늪지대는 이전적으로 사람들이 살지 않았으며 지방 아메리칸 인디언들에게 에스체가고우 (Eschecagou) 혹은 야생 양파의 대지로 알려졌다.  1856년 시카고의 개척자 시대의 기록은 뒤사블이 부분적으로 아프리카 계통이었던 것으로 "오늘날 시카고에 속하는 여기에 정착한 첫 백인은 니그로였다."는 것을 주목했으며 그의 모친은 아마 콩고에서 온 노예였을 것이다.  잘 문서화되지 않았지만 그의 일생은 뒤사블이 대표한 문화가 새로운 아메리카 국가의 진보에 의해 표시되기 전에 수십년 동안 인종간 협력이 존재했던 대지인 18세기에 북아메리카 내부의 세계로 통찰력을 마련한다.

## 혼혈 배경으로부터 혜택

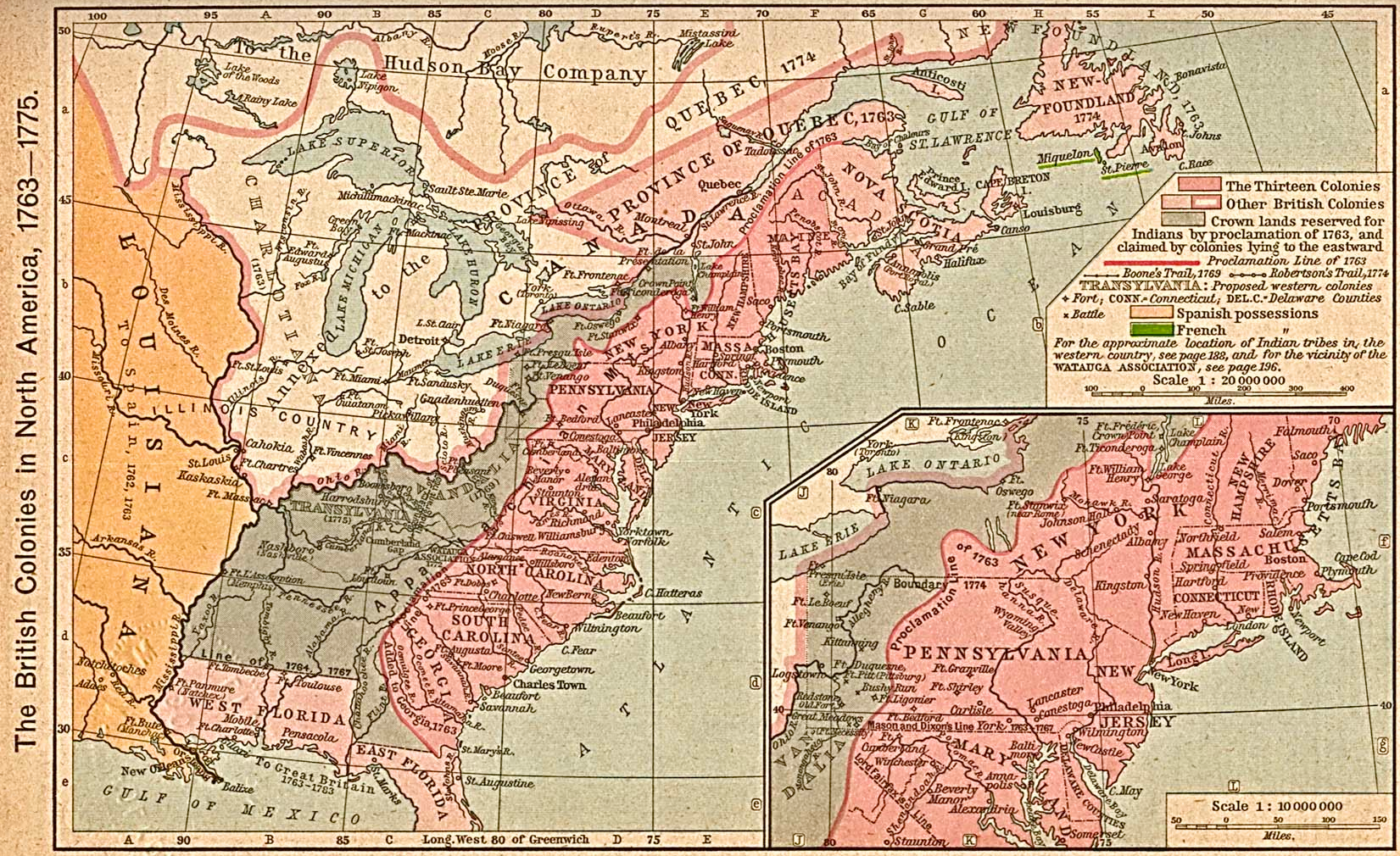
겨우 미국 독립 전쟁에 대비하여 18세기 후반에 북아메리카 동부의 지도. 푸앙 뒤사블은 미시간호 근처와 일리노이군 (중앙 좌측)에 살았다.

뒤사블의 전기에 관한 이른 사실들은 완전히 명확하지 않고 완전한 문해력이 드물었던 장소들에서 그의 일생의 거의를 살던 만큼 그의 이름의 정확한 철자마저 불확실하였다.  하나의 계정이 그의 출생지를 캐나다 몬트리올로서, 그리고 그가 1818년 사망했을 때 그가 73세였다는 증언에 의존하는 것 같은 그의 생년의 결정을 제공했어도 그는 아마 1745년 당시 프랑스의 생도맹그 식민지였던 서부 아이티에 있는 생마르크 항구촌에서 태어났을 것이다.  그의 부친은 보기에 뒤사블로 불린 프랑스의 선원 (혹은 해적)이었고 그의 모친은 서아프리카 계통으로 자신의 남편에 의하여 자유가 구매된 아이티의 노예였다.  그녀는 뒤사블의 초기 생애의 기록 어디에도 나타나지 않고 그의 일찍이 어린 시절 동안 살해되었을 것이다.  뒤사블은 아이티에서 흑인들의 과반수 동의를 넘은 특권들을 즐겼고 아마 정식 교육을 위하여 프랑스로 보내졌을 것이다.
뒤사블이 프랑스어, 스페인어, 영어와 몇몇의 아메리칸 인디언의 언어들을 할 수 있었다는 것이 말해졌다.  언어들을 배우는 그런 실력은 그가 문법에서 약간의 교육을 받았다는 것을 제안하나 하나의 연구는 이것도 근거가 없고 그가 전혀 읽고 쓰는 것을 배우지 않았다는 것을 주장하였다.  1765년 경에 뒤 사블은 북아메리카에 도착하였으며 아마 프랑스의 루이지애나 식민지에 정착하는 데 계획을 세웠을 것이다.  바다를 통과하는 동안 그는 자신의 신분증을 잃어버리고 자신이 상륙에 노예가 될 것에 걱정이 되었다.  뒤사블은 예수회의 명령에 의하여 운영된 가톨릭 임무에 숨어 관리인으로서 일하는 데 제공을 받았다.
이 계략은 뒤사블이 현재의 뉴올리언스에 자신을 설립할 수 있도록 하였고 그는 또한 자신이 어린 시절 이래 알았던 백인 프랑스계 아이티인 친구 자크 클레모르강과 자신의 연결로부터 유익했다.  하지만 히스파니올라섬에 프랑스와 스페인 사이에 장기적 군사 분쟁을 경험한 그는 자신이 자신의 적들로 숙고한 스페인에게 조약에 의하여 뉴올리언스의 도시가 겨우 양도된 것을 찾아내는 데 당황했을 것이다.  아마 클레모르강과 촉토족의 한 일원에 의하여 동행된 뒤 사블은 미시시피강에 북부로 자신들의 길을 만드는 데 결정하였다.
그들은 뒤사블이 몇가지 지속적인 접촉을 구축했던 오늘날 미주리에 잠시 멈췄다.  클레모르강은 머물거나 혹은 이후에 미주리로 돌아갔을 것이며 세인트루이스의 초기 사법 역사에서 중요한 인물이 되었다.  그러나 뒤사블은 지속적으로 북부로 향하였으며 아마도 캐나다 만큼 멀리 여행을 떠났으나 그러고나서 남부로 향하여 돌아와 포타와토미족의 대지들에서 사냥꾼과 모피 교역인으로 살았다.  그는 뉴올리언스로 강을 따라 모피를 수송하는 데 자신이 이용했던 바지선을 소유하였고 한동안 그는 거기에 자신을 보호한 예수회 선교로 자신의 이익의 일부를 공헌하였다.

## 포타와토미족들에 의하여 받아들여지며

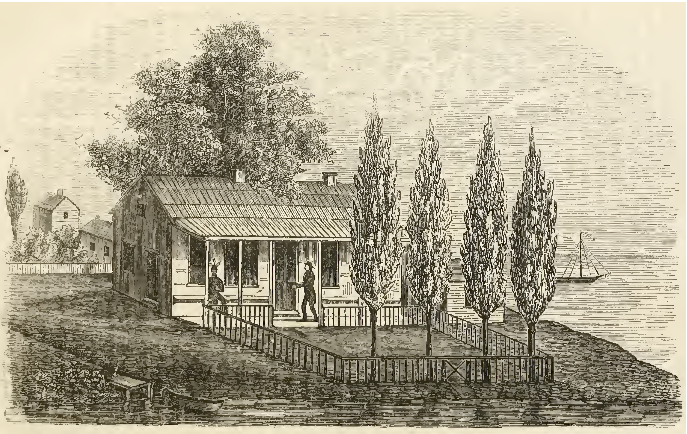
1800년대 초기에 나타나면서 시카고에 있는 장바티스트 푸앙 뒤사블의 전 저택을 그린 그림

시간이 지남에 따라 아메리칸 인디언들 사이에 살던 다른 프랑스의 사냥꾼들의 어떤 것들처럼 뒤사블은 인디언들의 생활에 더욱 더 연루되었다.  그는 포타와토미어와 몇몇의 이웃하는 종족들의 언어들을 하는 데 배웠다.  뒤사블은 오타와족의 추장 폰티액를 만나 폰티액이 영국의 팽창주의에 맞서 대결하는 데 비성공적으로 시도했던 중서부의 종족들에게 그의 밀정으로 지냈다고 한다.  뒤사블이 포타와토미족 여인 키티하와에게 결혼하는 데 허용이 되었을 때 그가 포타와토미족 사회의 일원으로서 받아들여진 것의 비정상적인 정도가 입증되었다.  포타와토미족 여성들이 인디언이 아닌 남성들에게 결혼하는 것에 관하여 아무것도 말하지 않는 데 정통적으로 외부의 종족에게 결혼하는 데 금지되었다.  둘은 전통 의식에 결혼하여 훨씬 나중 (1788년)에 가톨릭 성직자에 의하여 사제직이 맡아진 두번째 의식을 치르었다.  키티하와는 "캐서린"이라는 새로운 이름을 얻었고, 부부는 딸 수잔느와 아들 장을 낳아 키웠다.
뒤사블은 한동안 피오리아 지역에 농사를 지었고 아마 미국 독립 전쟁의 시작 가까이 오늘날 시카고로 불린 지역에 도착하였으며 1770년대를 통한 날짜들은 다양한 출처들에 주어졌다.  확신하는 것은 그가 빠르게 번영하는 농장과 교역지를 설립할 수 있었다는 것이다.  그는 40 x 22 피트로 측정된 견고한 목조 가옥을 건설하였고 곧 자신의 부인과 자녀를 위해 보내질 수 있었다.  이후의 계정들은 큰 암탉 22 마리, 제빵과 훈제실, 소 30 마리와 그의 소유물 중 별채를 열거하였고 밀, 건초와 다른 농산물을 재배하여 분명히 수출할 수 있었다.  오늘날 시카고 트리뷴 신문 사무소의 대지에 위치한 강둑에 놓인 그의 교역지는 탐험가, 사냥꾼, 인디언들과 몇몇 국적의 군인들을 시중들었다.
몇몇의 그림들과 수입된 프랑스의 커피 분쇄기를 포함한 복식품들에 의하여 인상을 받은 뒤사블의 저택으로 방문객들은 그가 일종의 관리였다는 것을 믿었다.  의심할 여지없이 뒤사블은 자신의 체택한 포타와토미족의 도움과 일리노이 북부에 들어온 것으로 극명한 대조를 이루며 서서 연습했던 문화 공존으로 부분적으로 자신의 노력들의 성공을 빚지었다.  역사가 크리스토퍼 로버트 리드의 저서 〈흑인 시카고의 첫 세기〉에서 그의 말들에 뒤사블은 "18세기의 탐욕스러운 상업 정신에 대해 균형을 이룬 단체간 공존을 위하여 인본주의적 관심을 그가 구체화한 것에 항상 원형을 대표하였다"고 한다.  어떤 포타와토미족은 뒤사블의 교역지 근처에 100 에이커 농장들을 시작하여 그의 번영으로 공헌하였다.
1770년대 후순까지 영어를 잘했던 뒤사블은 디트로이트 지역과 미시간 북부 포트미킬리매크니액에 있는 영국군의 요새를 방문하여 영국국 사령관 애런트 스카일러 드피스터를 만났다.  그러나 그것은 정확히 반영파가 되는 데 대부분의 경우 올바르케 프랑스 계통의 미군들이 추정되었던 미국 독립 전쟁 동안 조류가 영국군에게 불리했을 때 그를 곤경에서 벗어나게 하는 것만으로는 충분하지 않았다.  뒤사블이 드피스터가 시카고에서 요새를 건설하는 것을 허용하는 데 거부한 후, 뒤사블은 1779년 8월 체포되어 포트휴런에 있는 영국군 교도소로 끌려갔다.  어떤 출처들은 또한 뒤사블의 성공을 원망한 위스콘신 기반의 프랑스인 귀족 샤를미셸 무에 드 랑글라드를 물라토의 몰락에 연루시켰고 뒤사블은 오늘날 인디애나주 미시간 시티에 속하는 곳으로 달아났으며 대륙육군과 영국군 사이에 벌어진 싸움 후에 거기서 체포되었다.

## 교역지 관리
뒤사블은 전쟁의 말기까지 기술적으로 영국군의 죄수로 남아있었으나 그는 미시간의 영국인 총독 패트릭 싱클레어에게 인상을 주었고 분명히 가택 연금 상태에 있었다.  그는 영국의 교역지 파이너리 (the Pinery) 마저 관리하는 데 의뢰되었고 지방에서 아메리칸 인디언 종족들의 군서 활동들의 비공식적 권고자로 지냈을 것이다.  영국군이 미국으로부터 쫓겨난 후, 뒤사블은 시카고로 돌아왔다.  디트로이트 기반의 대리인이 그가 돼지고기, 빵과 밀가루에 활발한 사업을 하고 있었다는 것을 보고했을 때 1790년 새로운 출처들이 그의 교역지에 관한 활력을 증명하였다.  그의 딸이 그해에 결혼하였고 1796년 그는 조부가 되었다.  뒤사블은 아메리칸 인디언 문화와 자신의 접촉들을 유지하였고 1796년 경에 그는 분명히 어떤 미시간의 일족들 사이에 소수의 족장직을 얻으려고 했으나 성공하지 못했다.
1800년 뒤사블은 시카고를 떠나기로 결정하였다.  성장하는 마을에서 판매를 위하여 가족이 올려놓은 품목들인 2개의 거울, 2개의 그림, 20개의 큰 나무 접시와 커피 분쇄기였으며 그것들은 한번 23개 만큼 많은 그림들을 가진 것으로 보고되었고 그들은 자신들을 위하여 틀림없이 많은 재산을 가지고 있을 것이다.  뒤사블이 시카고를 떠난 이유는 확실히 밝혀지지 않았으나 리드는 증가하는 미국의 영향력과 함께 연결되어 지방의 인종적 태도들에 변질을 가져왔다는 것을 주장하였다.  뒤사블이 남부를 향하여 더욱 인종 문제에서 더욱 관대한 프랑스인들이 거대한 영향력을 유지한 지방들로 이동한 것이 중요하다.  가족은 다시 한번 피오리아에 정착하였다.  19세기의 초기 세월에 키티하와의 사후, 뒤사블은 다시 한번 미주리 준주의 세인트찰스로 내려갔다.
자신의 일생의 마지막 10년 세월에 뒤사블은 자신의 재산들의 대부분을 자손에게 넘겨주었다.  그는 자신의 손녀 율럴리에게 자신의 노년에 자신을 돌보고 자신의 사후 가톨릭 형식의 매장을 마련하는 그녀의 약속을 위한 교환에서 세인트찰스에 있는 자신의 저택의 소유권을 이전시켰다.  1814년 뒤사블은 채무불이행 혐의로 잠시 체포되어 투옥되었고 자신의 일생을 나머지를 빈곤으로 보냈다. 1818년 8월 28일 혹은 29일 세인트찰스에서 사망하였다.

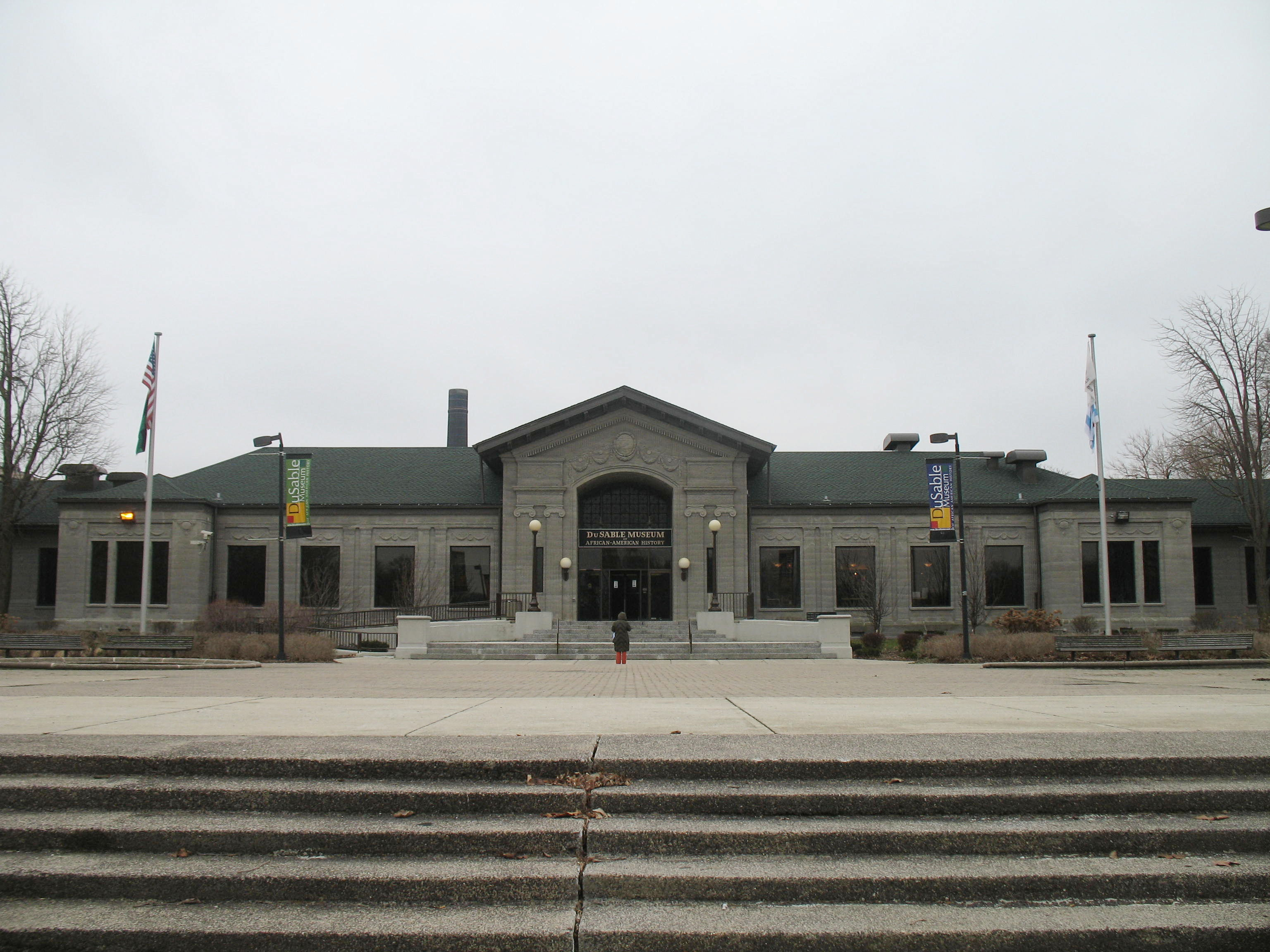
워싱턴 공원에 있는 뒤사블 아프리카계 미국인 역사 박물관

## 유산
시카고의 성장으로 뒤사블의 공헌들은 19세기의 거의를 통하여 말소되었으나 특히 흑인 시카고 시민들은 20세기에 그의 기억을 회복하기 위하여 노력하였다.  1930년대 도시의 사우스 사이드에 브론즈빌 이웃에서 뒤사블 고등학교가 개교하였고, 다운타운 시내 항구는 이후에 그의 이름이 주어졌다.  1961년 뒤사블 아프리카계 미국인 역사 박물관이 개장되었고, 1968년 그는 결국 시카고의 창시자로서 공식적으로 인정을 받았다.  뒤사블은 1987년 미국 우정청의 흑인 유산 시리즈에서 우표와 함께 영예를 얻었다.